# London (Uppsala)

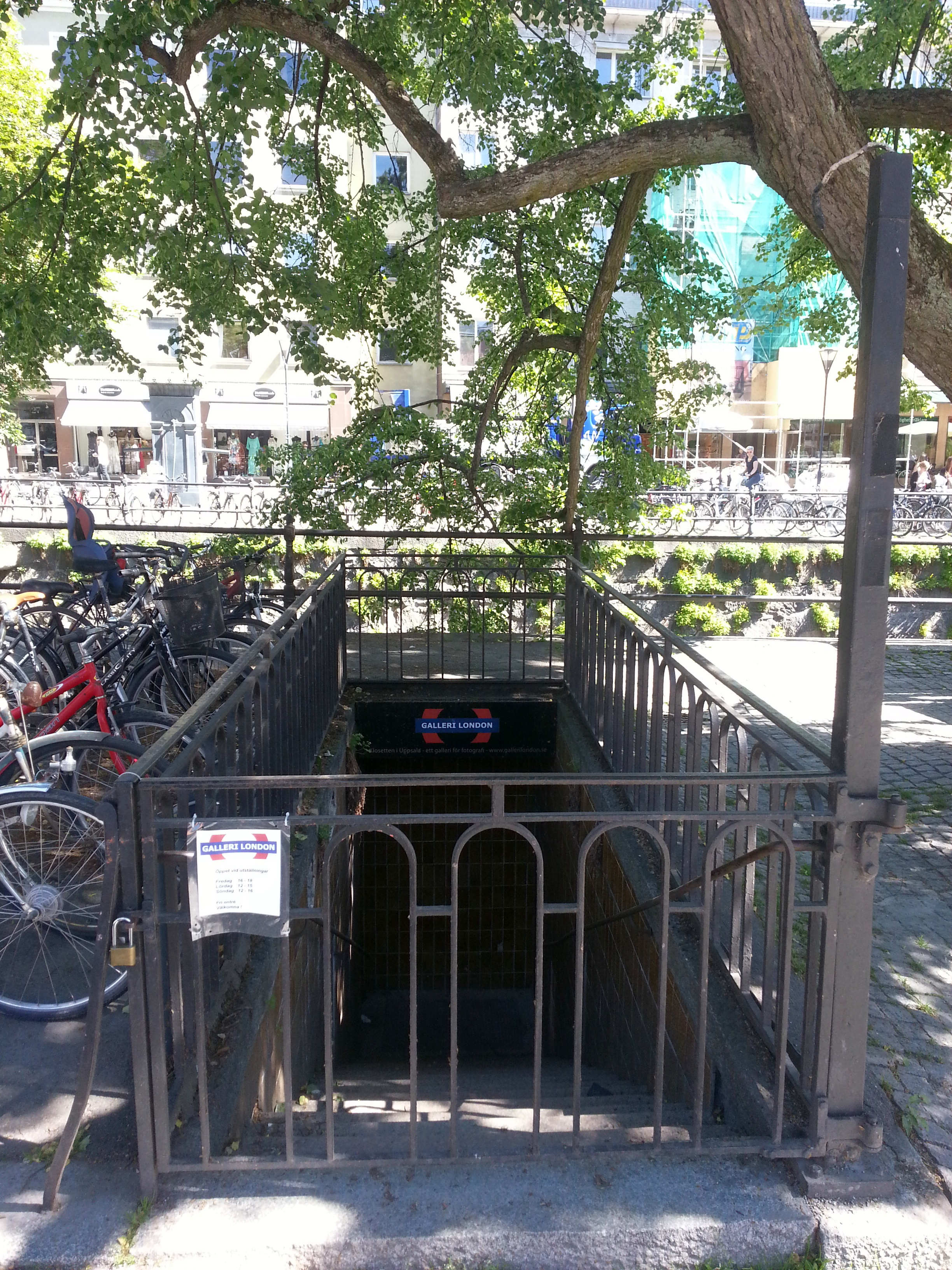
Eingang zur Galerie „London“

London ist der Name einer berühmten öffentlichen Bedürfnisanstalt im Herzen des schwedischen Uppsala. 1927 wurde die luxuriöse, großzügig angelegte Toilettenanlage nach Plänen des Architekten Gunnar Leche unterirdisch erbaut. Ihren Namen erhielt sie wegen der Ähnlichkeit mit den U-Bahn-Stationen in der britischen Hauptstadt London, der London Underground. Ende der 1970er Jahre wurde sie geschlossen.
Seit dem Jahr 2000 veranstaltet dort eine Gruppe schwedischer Profi-Fotografen des Vereins „London“ in regelmäßigen Abständen ehrenamtlich Ausstellungen mit Fotokunst. Der Name „London“ wurde für die Galerie (auf Schwedisch Galleri London) beibehalten, die alten Toilettenschüsseln sind in die Ausstellungsräume integriert. Mittlerweile ist „London“ sowohl bei schwedischen Kunstfreunden als auch bei Touristen bekannt. Pläne des Vereins, aus „London“ eine permanente Galerie mit Dauerbetrieb zu machen, scheiterten bislang wegen fehlender Toilettenanlagen am Veto der Behörden.